# وايتي بولغر
جيمس جوزيف «وايتي» بولجر الابن (بالإنجليزية: Whitey Bulger)‏ (3 سبتمبر 1929)، من أشهر رجال العصابات الأمريكية، أدين بالقتل وكونه أحد رموز الجريمة المنظمة في أمريكا، استناداً على شهادات سابقة من بعض أفراد منظمته الإجرامية مثل صديقه: كيفن ويكس، ليتهم بعدها بتسعة عشر (19) جريمة قتل.وكان أخاً لـ بيلي بولجر سيناتور ماساتشوستس السابق.
في أوائل عام 1975 تعاون بولجر كمخبر سري لمؤسسة مكتب التحقيقات الفيدرالي الأمريكية في سبيل الإطاحة برؤوس العصابات الإيطالية والقضاء على نشاطاتها في مقابل الحصول على الحصانة والحماية لمنظمته الاجرامية.وكان على رأس تلك العصابات الإيطالية: عائلة باترياركا الإجرامية في بوسطن.
في عام 1994 تحديداً في يوم 23 ديسمبر مررت معلومة لبولجر من أحد المحققين الفدراليين عن لائحة إتهامات موجهة له. فر بعدها بولجر ليختفي عن الأنظار لمدة 16 سنة، كان خلالها ولمدة 12 سنة حاضراً في قائمة أهم عشرة مطلوبين في الولايات المتحدة الأمريكية.
في عام 1997م كشفت الصحف علاقة الفدراليين والشرطة المحلية بالمجرم بولجر. التحقيقات الصحفية التي احدثت صدى واسع وردات فعل عالية، سببت حرجاً شديداً للفدراليين على المستوى الوطني.
في 22 يونيو 2011م، تم القبض على بولجر خارج شقة في سانتا مونيكا في كاليفورنيا برفقة صديقته كاثرين جريج وكان يبلغ من العمر 81 سنة وقتها، تم ترحيله بعدها بوقتٍ قصير هو وصديقته إلى ماساتشوستس تحت حراسة شديدة عالية ومكثفة.
أقرت صديقته لاحقاً بالتهم الموجهة لها وهي إيواء هارب من العدالة وعدد من التهم بالخداع والتحايل، وحكم عليها في يونيو 2012 بثمانية سنوات سجن.
في 12 يونيو 2013م تم إقتياد بولجر للمحاكمة بتهم الإبتزاز وغسيل الأموال والتعذيب وحيازة أسلحة كذلك قتل 19 شخص.

وفي 14 نوفمبر 2013 حكم على بولجر بالسجن مؤبد لقاء جرائمه بالإضافة لعدد من العقوبات الأخرى.

## نشأته
والد بولغر، جوني جوزيف بولغر القادم من هاربور قريس، نيوفاوندلاند، استقر في بوسطن تزوج جين فيرونيكا مكارثي من الجيل الأمريكي الايرلندي الأول، لترزق العائلة المكافحة بإبنهم البكر جوزيف بولغر في 1929م.
كان الوالد بولغر ممثلاً لاتحاد العمال وعمل في الميناء كحمال، ليخسر يده في حادث صناعي، وتبدأ فصول معاناة العائلة من الفقر المدقع، في مايو 1938 أنتقلت العائلة لجنوب بوسطن في مشاريع إسكانية للفقراء، وحيث كان الإستقرار البسيط والبداية المتواضعة برع أبناء العائلة في المدرسة إلا جمس بولغر الذي بدأ إنحرافه وأتجه لحياة الشارع.

## نشأته الإجرامية
بدأ بولغر يكتسب شهرة بالشارع كلص ومقاتل شوارع ومتعصباً لجنوب بوسطن، هذه الشهرة قادته لخبرات وتجارب إجرامية أكثر مما زاد من فرصه وأرباحه، في عام 1943 قبض على بولغر في عمر الرابعة عشرة بتهمة السرقة المسلحة، وكان وقتها منضماً لعصابة تدعى "Shamrocks"، ليودع في الإصلاحية.

### السجن

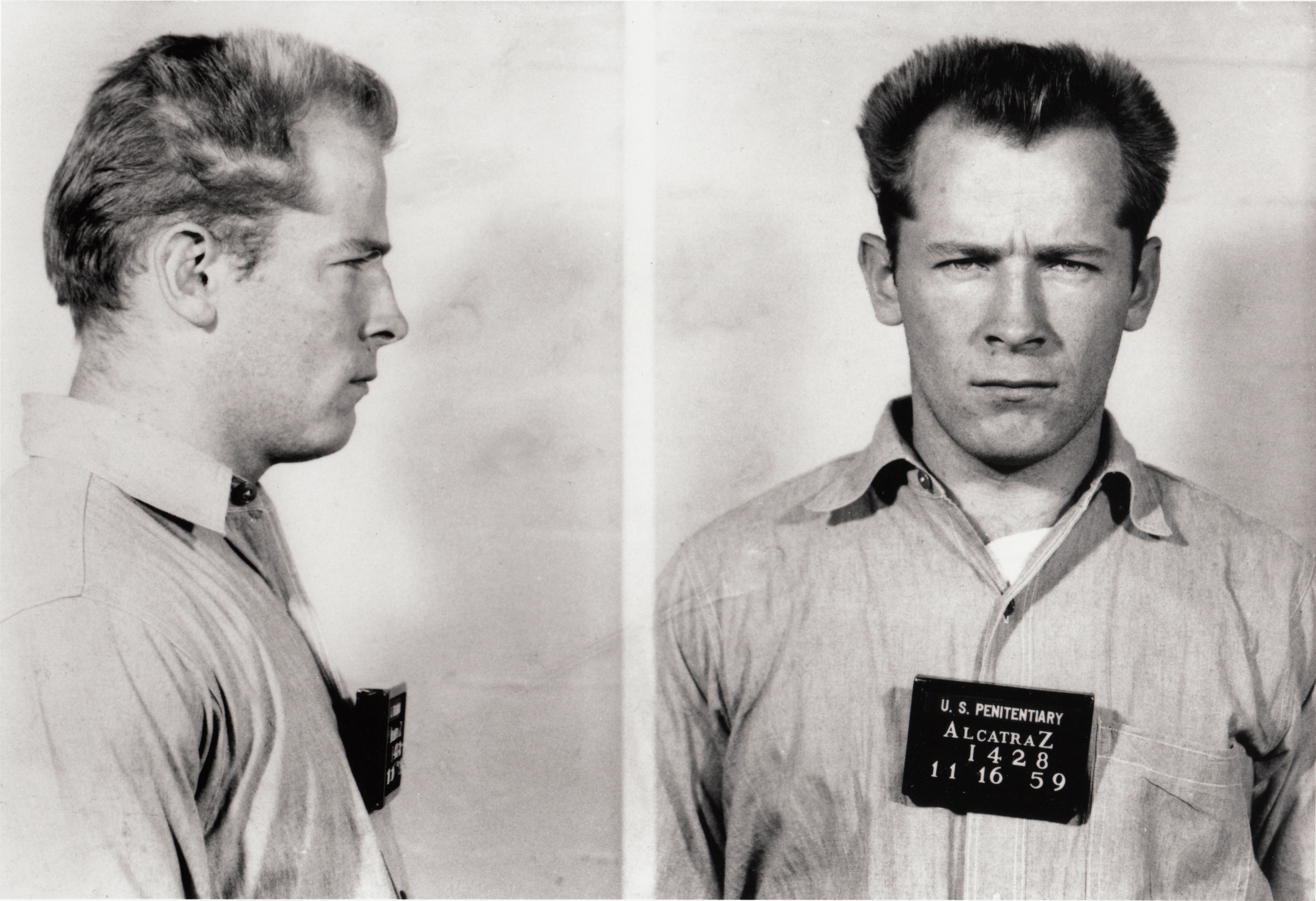
بولغر في سجن الكتراز, 1959

في عام 1956 حوكم بأول تهمة فيدرالية عن السطو المسلح والاستحواذ وتم إيداعه سجن أطلانطا.
في السجن وبحسب شهادة صديقه في عالم الجريمة كيفن ويك تورط بلوجر و18 أخرون من السجناء معه في نظام إستخباراتي بحثي من قبل الاستخبارات الأمريكية وكالة المخابرات المركزية يهدف إلى اختبار مواد كيمائية وأدوية للتحكم بالعقل والتفكير. برئاسة عالم الكيمياء في الاستخبارات سيدني قتليب (سيدني غوتليب).
لاحقاً أشتكى بلوجر بأنه وزملائه المساجين وقعوا ضحية خداع كبرى من الحكومة، وانه تم الكذب عليهم من قبل الاستخبارات حيث اخبروهم بأن البرنامج عبارة عن مساعدة لمحاولة علاج مرض إنفصام الشخصية.
نقل بعدها من سجن اطلانطا إلى السجن الفدرالي الكتراز سيء السمعة في (2 نوفمبر،1959) وأشتهر بالسجين (#AZ1428)، عقد خلالها صداقات عدة مع الكثير من كبار المجرمين مثل كليرنس كارنز، وفي شهر نوفمبر 1962 تم نقله إلى سجن ليفينورث الفدرالي، ثم سجن لويسبرج بعدها بسنة، ليطلق سراحه بعد ذلك في عام 1965 بعد أن قضى فترة عقوبة أمتدت لتسع سنوات في السجن.

### حرب عصابات
بعد إطلاق سراحه، عمل بولغر في أعمال البناء لفترة وعمل ايضاً كبواب، ثم أنخرط في في تحصيل المراهنات والقروض الربوية لصالح رجل العصابات دونالد كيلين (Donald Killeen) قائد مايعرف آنذاك بالعصابة الايرلندية في جنوب بوسطن في عام 1971م، في أحد الأيام سرت شائعة بأن أخ دونالد الصغير هشم وجه مايكل دوير (Michael Dwyer) أحد افراد عصابة مولن، لتبدأ بعدها حرب عصابات ضروس وسلسلة من عمليات القتل بين الطرفين في جميع انحاء مدينة بوسطن والضواحي المحيطة، ليجد بعدها بفترة أفراد عصابة دونالد ورفاقه بأنهم يخسرون المعركة عدة وعتاداً وتفوقاً ميدانياً، خلال هذه الحرب تحديداً كانت أول عملية قتل لبولغر كما ذكر في شهادة صديقه كيفن ويكس:
```
"مقتل 
بولي مكينيقل
 (Paulie McGonagle)، كان بولي أحد الرؤوس الكبيرة
لكنه لم يكن يوماً رجل أفعال، كان دائماً مايقوم برفع وتيرة التوتر بثرثرته الدائمة،
لذلك قرر بلوجر قتله، في أحد الأيام وبينما الحرب في أوجها، كان بلوجر يسير بسيارته
على الطريق السابعة في جنوب بوسطن، عندما رأى بولي قادماً باتجاهه في سيارته، توقف
بلوجر بجانبه، النافذة امام النافذة، والانف للأنف، ثم ناداه بأسمه، وعندما نظر له
بولي، أطلق النار عليه بين عينيه، في تلك اللحظة حين أرداه قتيلاً أدرك بولغر بأن
المقتول ليس بولي بل هو 
دونالد
 الاخ الأكثر شبهاً ببولي، والذي لم يكن متورطاً في فوضى
العصابات بشكل مباشر، هرع بولغر مسرعاً لمرشده في العصابة 
بيلي أو سوليفان
 (Billy O'Sullivan)
في منزله واخبره بما فعله من قتله لدونالد بالخطأ، بينما كان بيلي يقوم بالشواء مستمعاً
لبلوجر، ليرد عليه ببرود، لاتقلق ولا تلقِ بالاً، لم يكن بصحة جيدة على أية حال، كان مدخناً 
ومصيره ان يصاب بسرطان الرئة، أخبرني كيف تحب ان أشوي لك اللحم؟"
```

بحسب شهادة رئيس عصابة مولن السابق باتريك نيي، غضب بولي لمقتل أخيه التوأم دونالد، وحمل صراحةً ويليام سوليفان مسؤولية قتله، ليتم إيقاع ويليام في كمين من قبل بولي ويقتل على يديه، أدرك بعدها بولغر بأنه منضمُ إلى الجانب الخاسر، ليتواصل بشكل سري مع هاوي وينتر (Howie Winter) رئيس عصابة تل الشتاء (Winter Hill Gang)، سرت عدة شائعات بأن بولغر أخبر هاوي وينتر بأنه يستطيع إنهاء الحرب في جنوب بوسطن عن طريق قتل رؤوس أفراد عصابته السابقة، بعدها بفترة قصيرة وتحديداً في 13 مايو 1972 وجد دونالد كيليين مقتولاً امام منزله بالرصاص في فرامينغهام،
باتريك نيي شكك في هذا الادعاء وبالنسبة له كان قتل دونالد كيليين على يد أفراد عصابته (عصابة مولين) ولم يكن لبولغر يداً في ذلك. بل العكس من ذلك فقد قال بأن بولغر وافراد عصابة كيليين السابقين هربوا من المدينة بعد مقتل رئيسهم، خوفاً من أن يكون التالين على لائحة القتل والانتقامات، عموماً سرت شائعات كثيرة بأن هناك وساطة من قبل هاوي وينتر ورئيس عائلة باترياركا الإيطالية جوزيف روسو، للصلح بين باتريك نيي كقائد عصابة مولين بالإضافة لـ تومي كينق وبين عصابة كيليين يمثلهم بولغر، عقد اللقاء في مطعم شاندلر في جنوب المدينة. انتهى باعلان نهاية الحرب ودمج العصابتين مع عصابة وينتر تحت قيادة الاخير.

### عصابة وينتر هيل

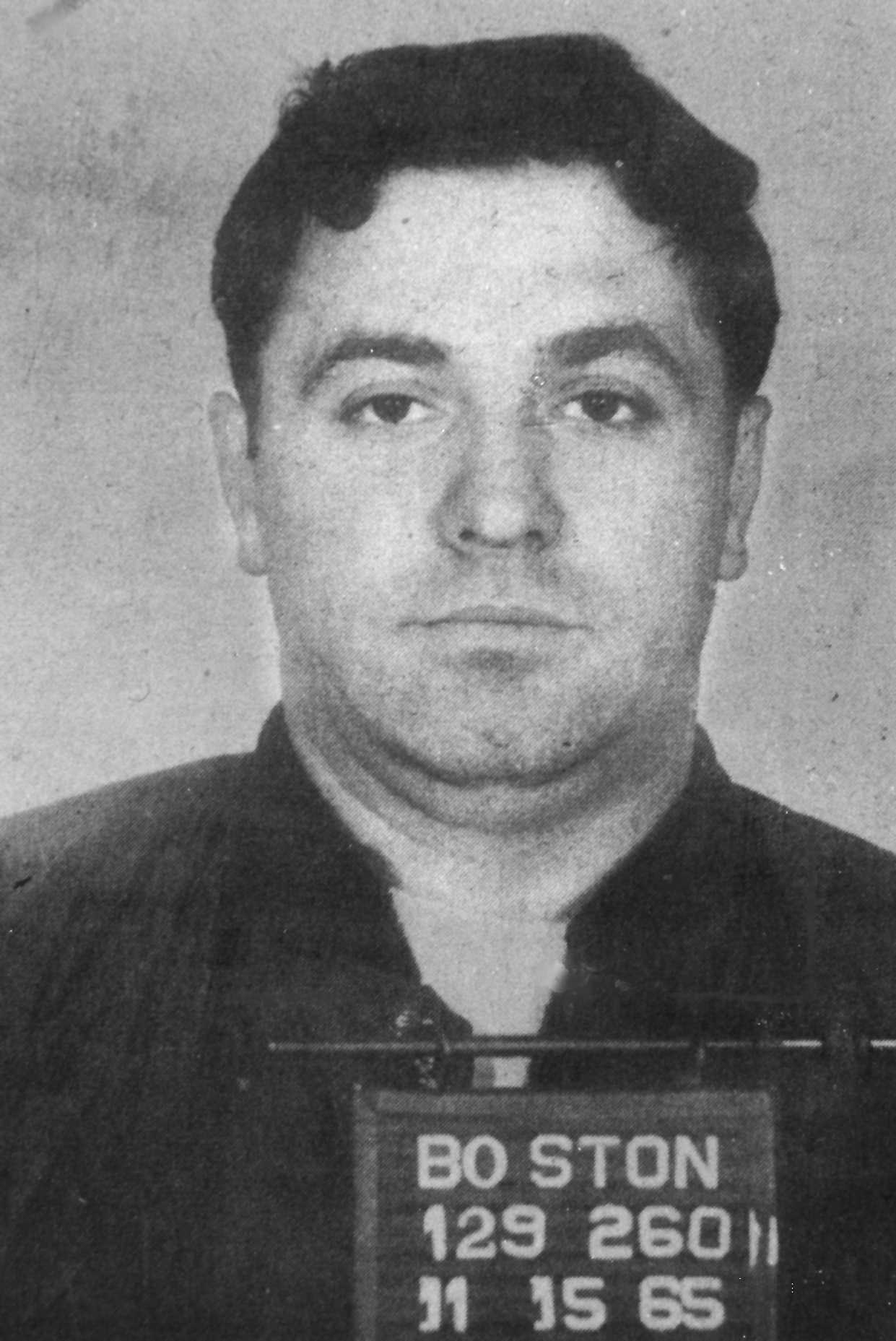
ستيفن فليمي

بعد هدنة 1972 ، سيطر بولغر وعصابة مولن على عالم الجريمة في جنوب بوسطن، وقد هزوا الاوساط المحلية بأموال المراهنات والقروض الربوية والابتزاز، خلال السنوات اللاحقة بدأ بولغر بتصفية خصومه عن طريق إقناعه لهوي وينتر بقتل كل من يخالف المجموعة ويخون العصابة.
في مقابلة في عام 2004 وصف هوي وينتر بولغر بعالي الذكاء والداهية، وقال: بأن الشيطان يستطيع أن يتعلم منه بعض الخدع.
خلال هذه الحقبة، ضمت قائمة ضحايا بولغر العديد من افراد عصابة مولن، مثل: بولي مكينيقيل وتومي كينق. ليتعزز نفوذه بشكل مطلق داخل العصابة
في عام 1979 أعتقل هاوي وينتر، مع العديد من أعضاء العصابة المقربين والمتنفذين بتهمة التلاعب بنتائج سباقات الخيول والرهانات، بالنسبة لبولغر وصديقه ستيفن فليمي (Stephen Flemmi) فقد نجيا من لائحة الاتهامات ولم يثبت تورطهم، ليتقدما في الفراغ الإداري بعد رحيل وينتر ويسيطرا على رئاسة العصابة، وينقلا مقرها إلى شمال بوسطن. بالقرب من حديقة بوسطن.

## الواشي
في عام 1971، كان مكتب التحقيقات الفدرالي مكتب التحقيقات الفيدرالي في حرب غير معلنة ضد عصابات الجريمة المنظمة، وعلى رأس تلك القائمة عائلة باترياركا الإجرامية، كان الفيدراليون يبحثون عن مخبر موثوق من داخل المنظمات الإجرامية ليزودهم بالمعلومات، تم تكليف العميل الخاص دينيس كوندون للتواصل مع بولغر وتعيينه كمخبر، في التقرير المرفوع من دينيس أوضح مخاوف بولغر على سلامته الخاصة حين العمل مع الفيدراليين.
تقارير عدة وتوضيحات كثيرة، حاولت كشف سر تعاون بولغر مع الفيدراليين، من هذه التفسيرات:
التقارير الرسمية تشير أنه في عام 1974 أصبح بولغر شريكاً مع ستيفن فليمي المجرم الإيطالي الأمريكي والذي كان بدوره مخبراً للفيدراليين منذ عام 1965م، وهذا ما شجع بولغر ليكون مخبراً بدوره.
من جهة أخرى العميل الفيدرالي الخاص جون كونولي ، كثيراً ماتفاخر بين زملائه بأنه من وظف بولغر وكسبه، وكان ذلك في وقت متأخر من الليل عندما قابله على شاطئ وولستون، في داخل سيارة تابعة لمكتب التحقيقات الفيدرالية. يزعم كونولي بأنه أقنع بولغر بأن مكتب التحقيقات الفيدرالي يستطيع مساعدة بولغر في عداءه مع أحد زعماء المافيا جينارو انجيولو، ألتقط بولغر الطعم وصرخ [كما يزعم] : حسناً، إذا كانوا يريدون لعب الداما، سنلعب الشطرنج، اللعنة عليهم.
بينما صديقه وييكس في شهادته يرى بأن شريك بولغر ستيفن فليمي أوقع به وخانه لدى الفيدراليين، وهؤلاء خيروه بين التعاون مع الفيدراليين أو العودة للسجن الفدرالي.
في عام 1997 كشفت صحيفة بوسطن قلوب (The Boston Globe) أن بولغر وفليمي كانا مخبران للفيدراليين، تقابل بعدها ويكس مع العميل المتقاعد جون كونولي الذي اراه نسخاً من تقارير بولغر وستيفن ووشايتهما، ولكي يبرر موقفهما شرح كونولي لويكس: هاجمت المافيا بولغر وستيفن، فهاجماها.
بحسب شهادة ويكس:
```
" بينما كنت أقرأ تلك الملفات في المطعم في تلك الليلة، كونولي أستمر يخبرني بأن 90% من
المعلومات في الملفات كانت من ستيفن، بولغر لم يكن مقرباً من المافيا كما كان ستيفن، كنت
اضع أسم بولغر على الملفات لأبقيه منشطاً وفاعلاً كمخبر، وكنت غالباً ما أقابله لكي أطلعه على
بعض المعلومات القيمة، حتى بعد تقاعدي كان لي الكثير من الاصدقاء الفيدراليين، كنت اقابل
بولغر ونتبادل المعلومات، أستمتعت لحديث كونولي كله وعرفت بأنه حتى بعد تقاعده كان
كونولي يتلقى الكثير من المعلومات، والأموال كذلك من بولغر تحديداً، وبينما كنت أواصل
القراءة لاحظت بأن الكثير من المعلومات لم تكن ضد الإيطاليين وحدهم بل كان هناك الكثير من
الأسماء البولندية والايرلندية، ممن كنا نتعامل معهم، وبعضهم كان صديقاً لي، كنت حين أمر
على اسمائهم أقرأ بدقة ماقيل عنهم، وقدر رأيت مراراً وتكراراً أن بعضهم قد القي القبض عليه
بجرائم ذكرت في هذه التقارير، لم أستغرق طويلاً لأعرف أن كونولي كان كاذباً حين قال بأن هذه
الملفات لم تنشر وأنها كانت أوراقاً خاصة به. لقد كان موظفاً لدى مكتب التحقيقات الفيدرالي
ولم يكن يعمل لحسابه الخاص. فكرت بكلام صديقي جيمي (بولغر) حين قال لي ذات مرة: يمكنك أن
تكذب على زوجتك وصديقتك لكن ليس أصدقائك أو أي شخص تعمل معه. قد يكونا لم يكذبا علي
(بولغر وستيفن) لكنهما بالتأكيد لم يخبراني بكل شيء."
```

قاض فيدرالي حكم في 5 سبتمبر2006 بأن سوء التعامل من قبل الفيدراليين مع بولغر وفليمي تسبب في قتل المخبر جون مكلنتير (John McIntyre)، وكنتيجة لذلك حصلت عائلة مكلنتير على تعويض قدره 3 ملايين دولار من الحكومة الأمريكية الفدرالية. وصرح القاضي بأن مكتب التحقيقات الفيدرالي فشل في مراقبة عميلهم الخاص بفاعلية جون كونولي (الذي أعترف وسجن في عام 2002). كما فشل في التحقق من عدة ادعاءات بأن بولغر وفليمي متورطان في التجارة بالمخدرات والقتل وعدد من الجرائم خلال العقود الماضية.
في مقابلة عام 2011 صرح ستيفن فليمي: (انا ووايتي [بولغر] اعطينا الفيدراليين الهراء، وأعطونا الذهب)

## زعيم الجريمة

### تعزيز النفوذ

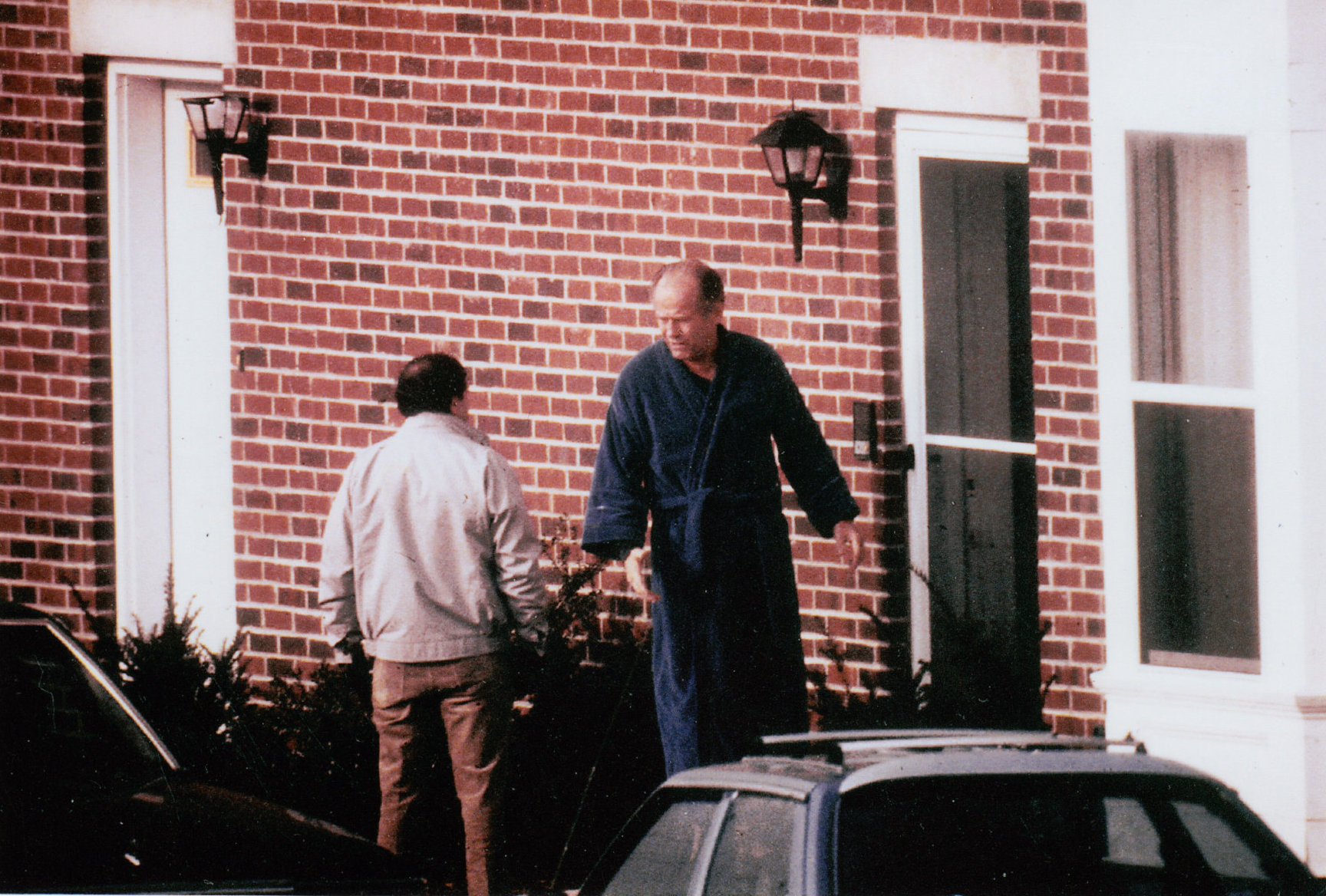
صورة من كاميرا مراقبة لبولغر [يمين] وفليمي [يسار] عام 1980

وينتر والكثير من قادة منظمته أودعوا السجن بسبب التلاعب بنتائج سباقات الخيول في 1979 ، الفيدراليين أقنعوا النيابة الفيدرالية العامة بإسقاط كل التهم ضد بولغر وفليمي. عندها سيطر بولغر وفليمي على ماتبقى من عصابة وينتر، مستغلين كونهم مخبرين في إقصاء المنافسين والقضاء على الخصوم بالمعلومات التي كانوا يوصلونها للفيدراليين. هذه المعلومات خلال سنوات لاحقة أودعت السجن الكثير من زملاء بولغر الذين كان يراهم خطراً عليه .
الضربة القاضية والضحية الأكبر لتعاون الاثنين مع الفيدراليين كانت عائلة باترياركا الاجرامية. التي كانت تتمركز في شمال بوسطن. فبعد إتهام زعيم العصابة جينارو انجيولو عام 1986 والمتعاونين معه. ضعفت عمليات العائلة الاجرامية وبدأت تخبو. ليتقدم بلوجر وستيفن في احتلال الفراغ الذي تركته العائلة الاجرامية، وليسيطروا على الجريمة المنظمة في منطقة بوسطن كلها.

### تصفية ليتيف (لطيف)
في 1980 ، صالون (Triple O's saloon) المملوك ل لويس لطيف (Louis Litif) ذو الأصول اللبنانية، كان عبارة عن مكتب مراهنات وبار للشرب . كيفن ويكس الذي كان حارساً ومراقباً هناك يقول عنه :
```
" لم يكن رجلاً ضخماً، من أصول عربية، كان لديه شارباً يشبه صدام
حسين، كان لديه زوجة وطفلين وثلاث منازل، كنت صديقاً لإبنته
(لوان) التي كانت أصغر مني بعدة سنوات، كان ذا صوتاً مزعجاً
وجهورياً، حتى لو كان هناك 400 شخص في البار، كنت تستطيع ان
تميز لويس "
```

بحسب شهادة ويكس، كان لطيف يسرق من شريكه بولغر في عمليات المراهنة التي تتم، ويستخدم الأموال في الاتجار بالكوكايين، والتي لم يكن يدفع منها الحصة المفروضة، أكثر من ذلك ، قام بالقتل في مناسبتين مختلفتين دون إذن بولغر.
يقول ويكس : حين حضر بولغر تلك الليلة واجهه بأفعاله، كانت ردة فعل لطيف أن أخبر بولغر بأنه سيقوم بقتل جو الحلاق "Joe the Barber,"، لأنه حسب قوله كذب عليه وأتهمه بسرقة أموال الرهانات، رفض بولغر هذا الحديث ، لكن لطيف قال بأنه سيقتله على أية حال.ليرد عليه بولغر بغضب : لقد تخطيت حدودك، أنت لاتريد ان تكون وكيل مراهنات فقط، رد عليه لطيف بأنه صديقه وليس لديه شيئاً يخافه، فأجابه بولغر ببرود : أنت لست صديقي بعد الآن، لوي .
في تلك الفترة أقترب زواج كيفن ويكس من صديقته باميلا كافيليري، وقبل الزواج بفترة قصيرة أخبر كيفن بولغر بأنه يجد صعوبة في أين يضع مكان جلوس لطيف في الحفل ، فيرد بولغر: لاتقلق ، قد لا يأتي .
حسب شهادة كيفن ويكس:
```
" كنت على المستوى الشخصي معجباً بلطيف، كان مزعجاً لكنه مضحكاً، وكان يكسب الكثير من الأموال
لبولغر، كان يجب عليه أن يقنع بدوره كوكيل مراهنات، لم يكن ضروريا أن يحاول أن يقفز
من الادوار الصغيرة للكبيرة. كما أنه حاول قتل صديق لبولغر، هذا لم يكن أبداً شيئاً مسموحاً،
بعدها بفترة قصيرة، بأسابيع قليلة قبل زواجي، وجد لويس متموضعاً في كيس زبالة في صندوق
سيارته وقد تركت بالجنوب، كان قد طعن ورمي بالرصاص، أخبرني جيمي بعدها ضاحكاً: كانت ألوانه
متناسقة، كان يلبس سروالاً اخضر تحتياً ووضع في كيس زبالة اخضر. لاحقاً في حفل زواجي عندما
ذهبت لطاولة بولغر لتحيته ، اشار للكرسي الفارغ بجانبه وقال: الق التحية على لوي ، بينما
قام ستيفن فليمي بأخذ منديل وتظاهر بمسح وجه لوي قائلاً، انه يشرب ويتسرب الشراب منه،
الشراب يدخل فمه ويخرج من وجهه، وكل ذلك بسبب هذه الفتحة في وجهه من إطلاق النار. ثم ضجوا
جميعاً بالضحك ."
```

### تصفية هالوران ودوناهو
في 1982 إدوارد بريان هالوران تاجر كوكايين في جنوب بوسطن عرف في الشوارع باسم: رأس البالون "Balloonhead،" ذهب للفيدراليين وأخبرهم بأن بولغر وفليمي قتلا لويس لطيف، في هذه الاثناء كان جون كونولي قد أطلع بولغر وفليمي على أقوال هالوران، وكان أكثر ما أغضب بولغر وفليمي هو إدعاءات هالوران عن علاقتهما بمقتل رجل الأعمال روجر ويلير (Roger Wheeler).
لم يقتنع مكتب التحقيقات الفيدرالي بأقوال هالوران ورفضوا إدراجه وعائلته في برنامج حماية الشهود...
بعدها بفترة علم فليمي وويكس بأن هالوران عاد إلى جنوب بوسطن.
إتجه الجميع هناك، ويكس كان ينتظر خارج المطعم الذي كان هالوران يأكل فيه وجبة العشاء، بينما بلوجر وآخر معه كانا ينتظران في سيارة بالخارج، خلال هذه الفترة عامل بناء يدعى مايكل دوناهو (والذي كان جاراً وصديقاً لهالوران) دخل للمطعم بالصدفة وعرض على هالوران أن يوصله بالسيارة. وكان بالنسبة له لاحقاً عرضاً مكلفاً جداً.
حين خرج الاثنان لمواقف السيارات، أشار ويكس لبولغر قائلاً : البالون في الهواء ، ليقترب بسيارته بلوجر وبجانبه رجل مقنع ، وتفتح النيران على السيارة براكبيها كالمطر المنهمر، دوناهو أصيب بطلقة في رأسه ومات على الفور، بينما هالوران عاش كفاية ليشهد للشرطة بأن مهاجمه هو جيمس فلين أحد أفراد عصابة وينتر السابقة (والذي أستجوب لاحقاً وبقي المتهم الرئيسي حتى عام 1999 ، عندما وافق ويكس على التعاون واعترف بالجريمة وأقر بأن بولغر أحد المطلقين). بينما ستيفن فليمي اعترف بأن المطلق الآخر كان قائد عصابة مولن باتريك نيي، إلا أن الاخير انكر هذه الادعاءات ، ولم يتم إتهامه رسمياً بها.
عائلة هالوران ودوناهو لاحقاً أقامت دعوى قضائية مدنية ضد الحكومة الفيدرالية الأمريكية بعد معرفة أن جون كونولي هو من وشى بهالوران لبولغر. الحكم كان لصالح العائلتان بتعويضهما عدة ملايين من الدولارات نتيجة الاضرار، لكن هذا الحكم رفض لاحقاً في الاستئناف المقدم. المتحدث عن العائلتين كان توماس دوناهو والذي كان يبلغ من العمر 8 سنوات حين مقتل أبيه.

## أيام المجد
خلال الثمانينات الميلادية عقد 1980 ، سيطر بولغر وفليمي وويكس على كل العمليات شرق ماساتشوستس من تعذيب ورهانات وقروض وسرقة شاحنات وتهريب أسلحة، الولاية والفيدراليون على حدٍ سواء فشلوا كثيراً في بناء قضية متينة ضد بولغر ودائرته المقربة من المجرمين والمعاونين. وكان هذا عائداً لاسباب من ضمنها: خوف الثلاثي وشكهم الدائم من أجهزة التنصت، ولاء جنوب بوسطن وعار الوشاية، كذلك فساد أفراد شرطة بوسطن وشرطة الولاية وبعض الفيدراليين. أمثال: الفيدرالي جون كونولي وريتشارد شنايدرهن والذي بحسب تصريح ويكس كان الأكثر قيمة كونه المصدر الوحيد للمعلومات في شرطة ولاية ماساتشوستس.

### توزيع المخدرات
خلال منتصف الثمانينات الميلادية، أستدعى بولغر تجار المخدرات في داخل بوسطن وما حولها لمركز عملياته، أخبر بولغر كل تاجر مخدرات بأنه قد عرض مبلغ مربح لقتلهم ، وأنه لن يفعل ذلك أن قدموا له مايكفي من المال وأتبعوا أوامره، خصوصاً وأنهم يكسبون الكثير من الاتجار بالمخدرات.
في جنوب بوسطن، أشهر تاجر كوكايين وحشيشة (ماريوانا) المدعو: جون شيا (John Shea)، فأنه وبحسب ويكس : فكر بولغر كثيراً بقتله لكنه اخيراً قرر فقط إخافته.
بحسب ويكس : فأنهم ماكانوا ليتجاروا بالمخدرات ، وكان بولغر يعارضها، وقد وضع قوانين صارمة في الشارع لتجار المخدرات الذين كان يوفر لهم الحماية. يقول ويكس:
```
" الاشخاص الوحيدين الذين كنا نحاربهم ونضعهم خارج مجال الأعمال هم
تجار 
الهيروين
. لم يكن جيمي [بولغر] ليسمح بالهيروين في جنوب
بوسطن، كانت مخدرات قذرة تجعل الاشخاص عبيداً، مسببة الكثير من
المشاكل بإبرها مما يقود لاحقاً للإيدز، بينما كان الاشخاص يستطيعون
تعاطي الكوكايين والإنتاج، كان الهيروين يحولك لزومبي"
```

زعم ويكس أيضاً بأن بولغر منع بيع المخدرات للأطفال بشدة، كما منع مخدر (PCP). وكان التجار الذين لايتبعون أوامره يبعدون بعنف.
في عام 1999 تم ربط بولغر بالاتجار بالمخدرات، وقد كان هارباً وقتها.

### يانصيب ماساتشوستس
في صيف 1991م، بولغر وثلاثة من أصدقائه فازوا باليانصيب العظيم في ماساتشوستس، كانت لديهم التذكرة الرابحة والتي بيعت من أحد المتاجر التي كان يمتلكها بولغر نفسه، الاشخاص الاربعة تقاسموا جائزة مقدارها 14 مليون دولار أمريكي، أنتشر على نطاق واسع بأن بولغر أحضر التذكرة الرابحة بطريقة غير شريعة .

### السقوط

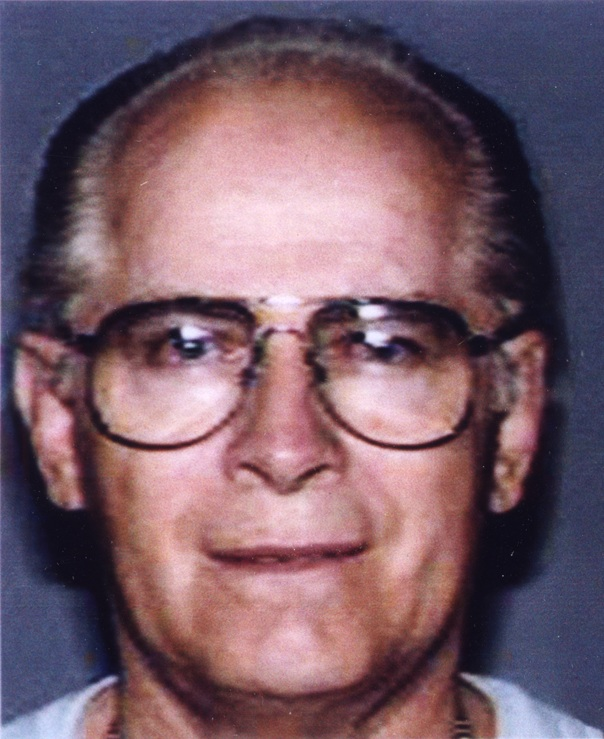
صورة التقطت في 1994

في إبريل1994, قوة من إدارة مكافحة المخدرات وشرطة الولاية وشرطة بوسطن، أطلقت عملية ضد عمليات بولغر للمقامرة.والتي لم يتم اطلاع مكتب التحقيقات الفدرالية عليها، وبعد أن وافق عدد من وكلاء المراهنات للشهادة ضد بولغر بدفع أموال حمايه له، تم بناء قضية فيدرالية محكمة ضده.
بحسب شهادة كيفن ويكس: بين عامي 1993و1994 كان جيمي وفليمي يسافران كثيراً للريف الفرنسي والإيطالي ، ويتنقلان في إنحاء أوروبا، احياناً بشكل متفرق واحياناً مع بعض، احياناً ياخذون زوجاتهم واحياناً وحدهم، كانوا يستاجرون السيارات ويسافرون خلال أوروبا، كانت استعدادات أكثر من أي شيء آخر، استعدادات لحياة أخرى. أستعد جيمي جيداً للهرب لسنوات، لقد خلق شخصية أخرى كاملة بأسم [ توماس باكستر ] مع كل الاثباتات والاوراق والبطاقات الإئتمانية بهذا الاسم ، حتى أنه شارك في عدد من الجمعيات بهذا الاسم، كان دائماً مايقول يجب ان تكون مستعداً للهرب بوقت قصير، وهكذا كان.
كذلك جهز صناديق ودائع، مليئة بالاموال والمجوهرات والجوازات في مواقع على امتداد شمال أمريكا وأوروبا، مثل فلوريدا، أوكلاهوما، مونتريال دبلن لندن بيرمينغهام والبندقية.
في ديسمبر1994 أخبر العميل المتقاعد جون كونولي بولغر بأن أمر قبض وملف محكم قد وصل للفيدراليين عنه.
في يوم 23 ديسمبر1994 برفقة زوجته ثريسا ستانلي، هرب بولغر.

## الفرار

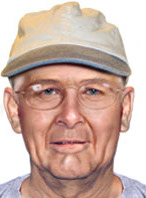
صورة معدلة في 2004.

بعد فراره من بوسطن، قضى بولغر وستانلي [قبل الكريسمس] أربعة أيام في نيويورك، ثم قضيا رأس السنة في نيوأورلينز. في 5 يناير1995، استعد بولغر للعودة إلى بوسطن بعد أن ظن أن كل شيء على مايرام ولم يكن هناك شيء يستدعي الهرب، في تلك الليلة تحديداً تم القبض على ستيفن فليمي خارج مطعم في بوسطن من قبل قوة مكافحة المخدرات، المحقق مايكل فليمي أخ ستيفن، اخبر ويكس بالاعتقال والذي بدوره أبلغ بولغر مباشرةً، ليغير الأخير خططه.
قضى بولغر وستانلي الاسابيع الثلاثة اللاحقة في التنقل بين نيويورك ولوس انجليس وسان فرانسيسكو قبل أن تقرر ستانلي ان تعود لأطفالها، لينتقلا بعدها لفلوريدا ويأخذ بولغر الهوية الوطنية المزورة الخاصة بتوم باكستر، من صندوق ودائع هناك، قاد بعدها إلى بوسطن وأنزل زوجته ستانلي في موقف سيارات، وقابل ويكس على شواطئ ماليبو والذي كان قد أحضر معه صديقة بولغر كاثرين قريج ليهرب الحبيبان بعدها .
في مذكراته، وصف ويكس اللقاء السري الثاني بينه وبين بولغر لاحقاً في شيكاغو، إيلينوي. تكلم بولغر بحرقة عن الوقت الذي قضاه مختبئاً مع عائلة في لويزيانا، كما قال لويكس (الذي أصبح رئيساً بدله للعصابة): إذا ساءت الاوضاع، ضع اللائمة كلها علي. وبينما انتقلا لمطعم ياباني قريب ، شرح بولغر كم حياة الهرب متعبة واخبره: كل يوم اقضيه في الخارج هو يوم آخر أهزمهم فيه، كل وجبة طيبة هي وجبة لايمكنهم أخذها مني.

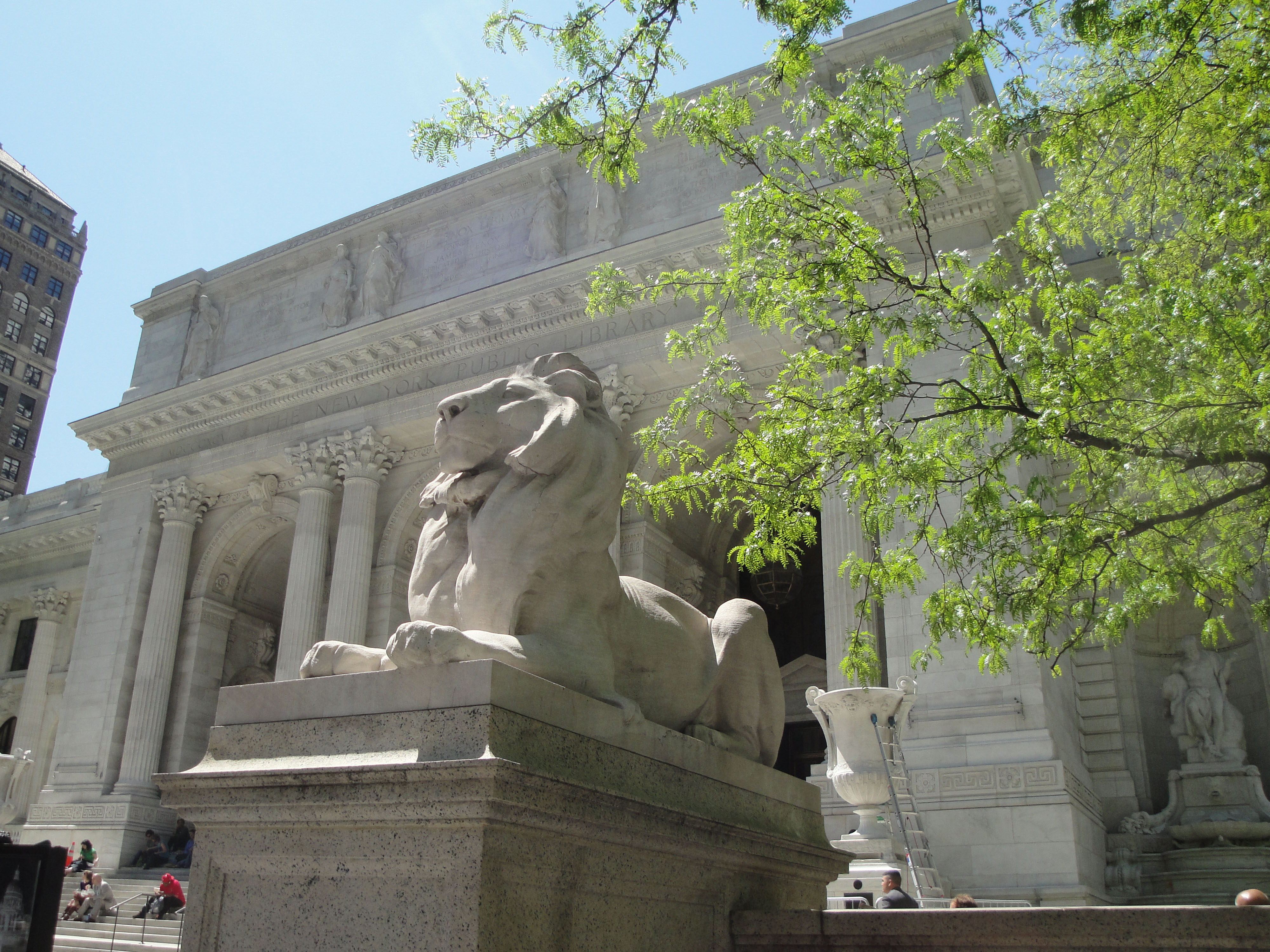
مكتبة نيويورك العامة

في منتصف نوفمبر1995، تقابل ويكس وبولغر للمرة الاخيرة عند تمثال الأسد أمام مكتبة نيويورك العامة، تمشيا وذهبا لمطعم قريب للعشاء. يقول ويكس: بعد ان إنتهينا من العشاء كان يبدوا أكثر ادراكاً لما حوله ، نبرة صوته كانت أكثر جدية، ولم يكن هناك الكثير من المزاح كالعادة، استبنت بأنه يأقلم نفسه على حقيقة عدم عودته، كنت في ذلك الوقت لا أزال أظن بأن هناك فرصة ليتغلب على القضية ويعود.رغم أني لم اعلم الكثير عنها إلا بعد ستة أشهر لاحقة.
في 17 نوفمبر1999 ، قبض على ويكس من قوة مكونة من مكافحة المخدرات وشرطة الولاية، ورغم أن ويكس في هذه الفترة كان يعلم بخيانات بولغر الا أنه فضل أن يبقى مخلصاً وصامتاً، ووفياً لمعتقداته واصدقائه.
في السجن الفيدرالي، اقترب أحد السجناء (أحد المتنفذين في عائلة باترياركا سابقاً) من يوكس قائلاً: ياشاب ، ماذا تفعل؟ هل ستتحمل القضية كلها وحدك لأجل هؤلاء ؟ تذكر، لست واشياً إن فضحت واشي، هؤلاء خانوا الجميع لمدة ثلاثين سنة .
بعدها بفترة، وصل ويكس لإتفاق مع النيابة الفدرالية العامة، وكشف بشكل شبه تفصيلي كل قرش وجثة إين صرفت أو دفنت.

### المطاردة
آخر موقع مؤكد رؤي فيه بولغر قبل القبض عليه كان في لندن في 2002. رغم أنه كان هناك تقارير غير مؤكدة عن رؤيته في إماكن عدة. أرسل العديد من العملاء إلى الأورغواي كذلك ارسل عملاء آخرون إلى الذكرى الستون لمعركة النورماندي، حيث كان بولغر مولعاً بتاريخ الجيش، تقارير أخرى تذكر مشاهدته في إيطاليا في ابريل 2007 أثبت كذبها، أيضاً شخصان تم تصوريهما في مقطع فيديو في صقلية ظن بأنهما بولغر وعشيقته كاثرين قريج يتمشيان في شوارع المدينة ، تبين لاحقاً بأنها لسائحان ألمانيان.
في عام 2010 وجه مكتب التحقيقات الفيدرالي تركيزه إلى جزيرة فانكوفر، في ملاحقة بولغر والذي عرف بولعه بالكتب ايضاً، زار الفيدراليون متاجر بيع الكتب والمكتبات، يسألون الموظفين ويوزعون صوره .
بعد إعتقاله صرح بولغر بأنه كان ينتقل كثيراً، بعد اعتقاله أيضاً تبين بأنه لم يكن منطوياً، حيث شهد الكثير بأنهم رأوه في سانتا مونيكا وأماكن أخرى جنوب كاليفورنيا.

### القبض

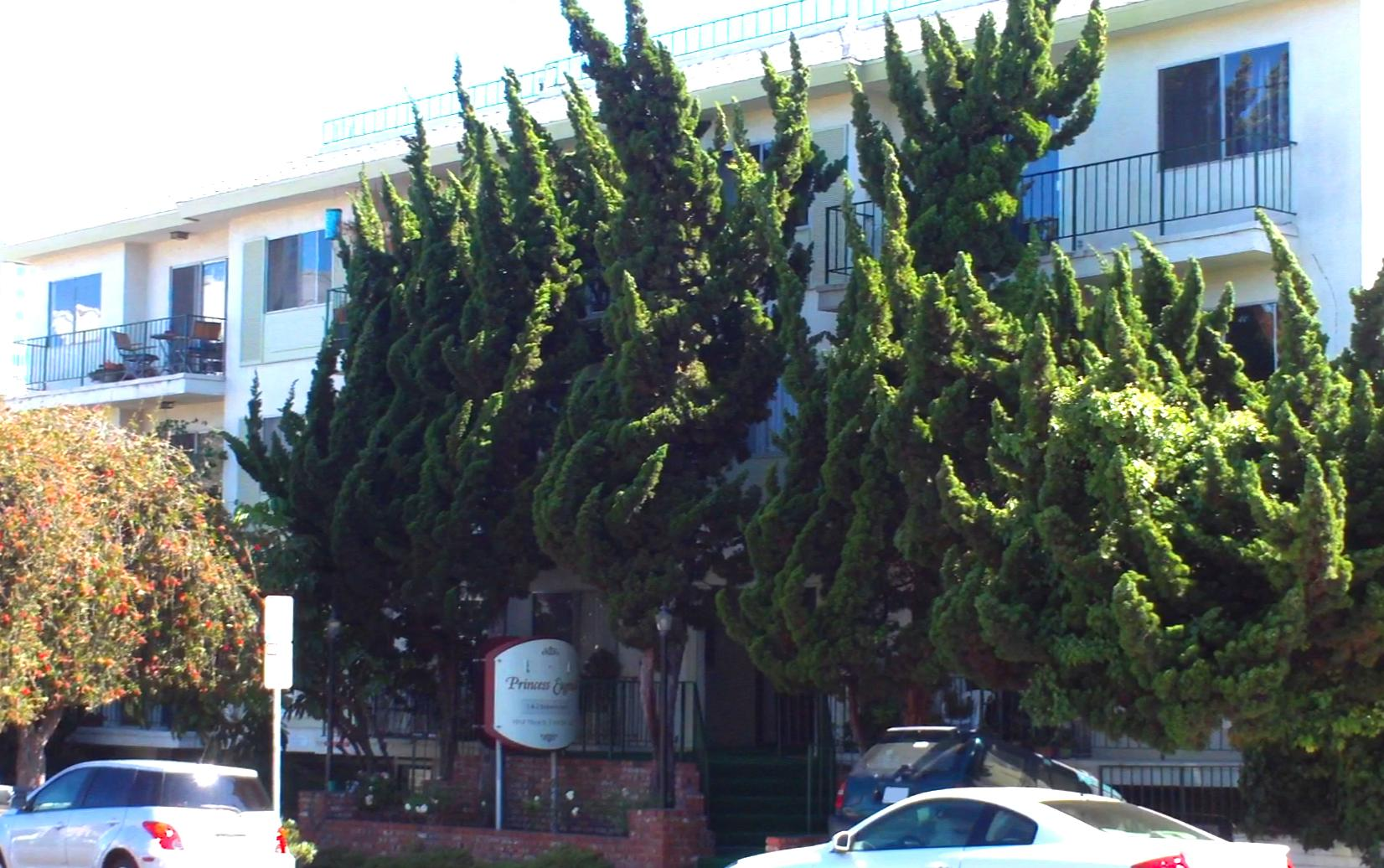
الشقة في سانتا مونيكا التي يعتقد بأن بولغر أختبأ بها على الاقل 15 سنة.

بعد 16 سنة هرب ، 12 سنة منها كان حاضراً في قائمة أكثر عشرة مطلوبين، قبض على بولغر في سانتا مونيكا، كاليفورنيا في 22 يونيو2011م.
بحسب تصريح العملاء الفيدراليين ، كان بولغر ذكياً جداً ويملك جميع الوسائل اللازمة للبقاء متخفياً.

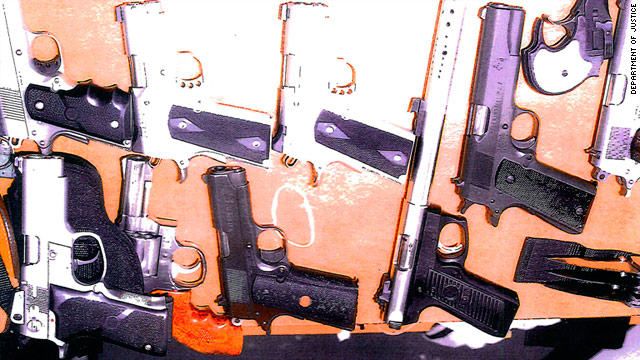
Sبعض الاسلحة التي وجدت في شقة بولغر

وضع على رأسه جائزة قدرها مليوني دولار أمريكي لمن يدلي بمعلومات تقبض عليه، هذه الجائزة كانت ثاني اعلى جائزة بعد جائزة أسامة بن لادن، في قائمة مكتب التحقيقيات الفيدرالي لأكثر عشرة مطلوبين.عرض بولغر على التلفزيون في برنامج أكثر المطلوبين الأمريكيين (America's Most Wanted)، لأول مرة عام 1995 ولمدة 16 مرة على امتداد تاريخ هروبه ، كان آخرها عام 2010 ، طبقاً للسلطات كان القبض عليه نتيجة مباشرة للحملة الاعلامية التي اطلقها الفيدراليين على امتداد الدولة للاماكن التي كان يتوقع وجود بولغر بها.
تلقت السلطات معلومة من امرأة بأن بولغر يعيش في سانتا مونيكا، كاليفورنيا، في شقة بالقرب من الشاطئ، صحيفة بوسطن قلوب، تعرفت على المرأة بأنها آنا يورنستدر Anna Bjornsdottir ، ممثلة وعارضة ازياء سابقة . والتي كانت تعيش في نفس الحي مع بولغر ، وقد دفع لها المكافأة المعلنة [2 مليون دولار] نتيجة تعاونها.
لاحقاً في ذلك اليوم قام العملاء بحيلة لإستدراج بولغر خارج شقته ، والقبض عليه ، ثم اتجهوا للشقة وقبضوا على قريج، وجد العملاء 800 ألف دولار أمريكي نقداً في شقته ، وعدد 30 سلاح ، وعدة هويات مزورة في شقته .
بعد أن تمت اعادته لبوسطن ، صرح بولغر للسلطات ، بأنه سافر مراراً خلال فترة هروبه إلى المكسيك ذهاباً وعودة لشراء أدوية لمرض قلبه، كذلك قام بزيارة سجن الكتراز وأخذ بعض الصور التذكارية.
الأكثر خوفاً بالنسبة للكثيرين هو أن تتم صفقة بين بولغر والحكومة للإطاحة بالفاسدين على المستوى المحلي ومستوى الولاية وعلى المستوى الفيدرالي ، في مقابل الحصول على بعض التفضيلات في المحاكمة.
في 6 يوليو2011 أحضر بولغر للمحاكمة ورد بأنه غير مذنب للتهم الـ 48 ضده ، المتضمنة 19 تهمة قتل عمد، التعذيب ، غسيل الاموال، اعاقة العدالة، شهادة الزور، توزيع المخدرات، وحيازة أسلحة.

### كاثرين جريج
رفيقة بولغر خلال سنوات الهرب . نشات كاثرين في بوسطن وكان لها أخت توأم متطابقة أسمها مارجريت، وأخ أصغر: ديفيد ، والدهما كان ميكانيكي من سكوتلندا، بينما أمهما كانت كندية.

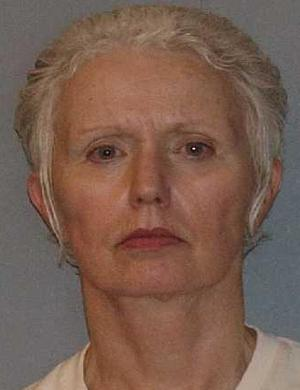
كاثرين قريج، صديقة بولغر

في عمر العشرين سنة، تزوجت كاثرين من روبرت مكنيغيل المعروف بـ بوبي، اطفائي في بوسطن ، والذي كان ينحدر من عائلة قادت عصابة مولن، وقد جرح في عام 1969م في قتال عصابات بالاسلحة، قبل أن يموت بجرعة زائدة من المخدرات في عام 1987م. بوبي حمل دائماً بولغر مقتل أخوته، التوأمان دونالد مكينيغيل وبول مكينيغيل اللذان قتلا خلال حرب العصابات بين مولن وعصابة كيليين. جثة بول مكنيغيل خبأت ودفنت لمدة خمس وعشرين سنة في شاطئ لينيين في منطقة دورشيستر قبل أن يعثر عليها.
أخت كاثرين التوأم : مارجريت طليقة بول مكينيغيل ، بينما أخاهما الصغير ديفيد كان مساعداً مقرباً لبولغر ، وجد ديفيد بعدها مقتولاً برصاصة ، واعتبر موته انتحاراً.
قابلت كاثرين بولغر في اواخر العشرينات من عمرها، بعد أن تطلقت من بوبي مكينيغيل، وكانت تعمل في عيادة أسنان، وصفت كاثرين بأنها ذكية وعاملة مجتهدة ومتعلمة، تابعة ومتحكم بها بواسطة بولغر. عاشت وبولغر لفترة في منزلها في كوينسي خلال هروبهما. صرحت كاثرين لاحد الجيران بأنها خائفة من أن بلوجر بدأ يصاب بالخرف.
كاثرين أصبحت مطلوبة للعدالة منذ عام 1999 ، بتهمة رئيسية: إيواء هارب، في مارس2012 أقرت كاثرين بالذنب على تهمة التآمر بإيواء هارب من العدالة، إنتحال شخصية، والمؤامرة على التحايل وإنتحال شخصية، وفي 12 يونيو2012 حكم عليها بثمانية سنوات في سجن فيدرالي. طوال فترة محاكمتها محاكمتها كانت ترفض الحديث .

## العائلة
بولغر كان لديه أخوين إثنين أصغر منه: ويليام مايكل بولغر (المولود في 1934) وجون بولغر (في 1938).

السيناتور ويليام، بيلي، بولغر خدم في الجيش خلال الحرب الكورية رغم أنه لم يذهب يوماً لهناك، كان القائد السابق للحزب الديمقراطي في ماساتشوستس. خدمته السياسية الطويلة توجها برئاسة مجلس شيوخ ولاية ماساتشوستس. بعد تقاعده أصبح مدير جامعة ماساتشوستس.
في 2002 ضيق على سيناتور بولغر، وحين سؤاله من قبل الكونغرس الأمريكي عماذا كان يفعل اخوه لكسب عيشه بظنه ؟، أجاب: كان لدي شعور بأنه في مجال الألعاب و... أو مهما كان، كان غامضاً بالنسبة لي، غير قانوني لكن لم أكن... ليس كل هذا العنف، لوقت ما كان لديه بعض الوظائف الاعتيادية، لكن من الواضح بأنه لم يكن، لم يكن يقوم بما كنت أرغب له بأن يقوم به، عندما أستعيد الأحداث لنقل بأني كنت ساذجاً.
كما أضاف السيناتور بأنه أحب أخيه، ويأمل بأن يثبت خطأ كل تلك الادعاءات ضده، على كل حال، أقر السيناتور بأنه كان يذهب لمكتب اتصالات مدفوع للتحدث لبولغر، حينما كان هارباً في 2003. ونتيجة مباشرة لهذه التعليقات: أجبر حاكم ماساتشوستس ميت رومني وقتها السيناتور بولغر بالاستقالة من جامعة ماساتشوستس.
أما جون جاكي بولغر، كاتب متقاعد من المحكمة ، أدين في ابريل2003 بتهمة شهادة الزور بشهادته تحت القسم عن عدم تواصله مع اخيه الهارب.

## الحياة الشخصية
بولغر كان والداً لطفل واحد من صلبه، دوغلاس جلين ساير (1967-1973) خلال 12 سنة من زواجه لليندسي ساير (نادلة وعارضة ازياء سابقة). توفي أبنه دوغلاس في عمر ست سنوات بعد حساسية من حقنة أسبرين. طبقاً لليندسي: كان كابوساً حقيقياً، كان الموقف صعباً عليه، لاشيء مهم ، لم يكن المال لينقذ الموقف ولا قوة بولغر... أتذكر حين خرجنا من المستشفى بعد وفاة إبننا وكان ممسكاً بيدي قال : لن أجرح هكذا مرةً أخرى .
بعد إعتقال بولغر ، دعمته ليندسي وقالت بأنه تريد أن تراه، وأنه ستساعده بأي طريقة ، جزء مني لازال يحبه، لازلت أهتم به. إنهُ والد طفلي و12 سنة من حياتي، أريد أن أراه محمياً، ولست متعاطفة مع الاشخاص المتورطون ، ولا عائلات الضحايا.
بعد إنفصال بولغر من ساير، بدأ علاقته مع ثريسا ستانلي، مطلقة لديها أطفال، أشترى لها منزلاً فخماً ، وتصرف وكأنه والداً لأطفالها، رغم أنه لم يكن مخلصاً لها بالكامل وكان على علاقات عدة مع عدد من النساء، كما انه كان غالباً غائباً نتيجة لاعماله الاجرامية...
في مقابلة عام 2004 صرحت ستانلي بأنها تخطط لإصدار كتاب يحوي مذكراتها.

## العلاقات الصحفية والاعلامية
بحسب ويكس: أغلب الوقت كانت صحيفة بوسطن قلوب دقيقة كما كانت صحيفة هيرالد، كانوا يصفوني بإبن وايتي، وهذا دليل آخر على حب الصحافة لتصنيف الناس، كنت انا وجيمي اصدقاء ورغم أنه كان رئيسي إلا أنه عاملني بإنصاف واحترام، الأكثر مصداقية والأكثر كدحاً وبحثاً للحصول على قصة حقيقية ذات مصداقية كانت شيلي مورفي ، والتي كانت تعمل في هيرالد ثم انتقلت أخيراً لبوسطن قلوب، عموماً انا وجيمي كنا دائماً مانضحك على تلك التقارير والاخبار..

### بول كورسيتي
بحسب مذكرات ويكس، في عام 1980 صحفي في بوسطن هيرالد يدعى بول كورستي Paul Corsetti ، بدأ مقالة بحثية عن مقتل لويس لطيف ، متهماً بولغر كمشتبه رئيسي، بعد رفع تقرير القصة ونشرها لعدة أيام ، رجل اقترب من كورسيتي وقال: انا بولغر، وإذا استمررت بكتابة هذه الترهات عني، سأفجر رأسك. كورسيتي بحث عن المساعدة من عائلة باترياركا الاجرامية لكنهم قالوا بأن بولغر خارج سيطرتهم، في اليوم التالي بلغ كورسيتي الشرطة، واصدر رخصة حمل سلاح، الشرطي الذي اعطاه التصريح قال له : انا سعيد بأن أسمي الاخير ليس كورسيتي...

بعدها بيومين اخبرني جيمي ضاحكاً وسعيداً كيف أنه جعل كورسيتي خائفاً ..

## المحاكمة والاعترافات
في محكمة فيدرالية 2013 حكم عليه بالسجن المؤبد مرتين بالإضافة إلى 5 سنوات .
الآن القضية بالاستئناف ما زالت

## أسطورة تحكى
في فيلم (بلاك ماس)

## وصلات خارجية
- وايتي بولغر على موقع IMDb (الإنجليزية)
- وايتي بولغر على موقع الموسوعة البريطانية (الإنجليزية)
- وايتي بولغر على موقع إن إن دي بي (الإنجليزية)